# Наполеон на императорском троне
«Наполеон на императорском троне» (фр. Napoléon Ier sur le trône impérial) — портрет Наполеона I 1806 года в его коронационном костюме, написанный французским художником Жаном Огюстом Домиником Энгром.

## Описание

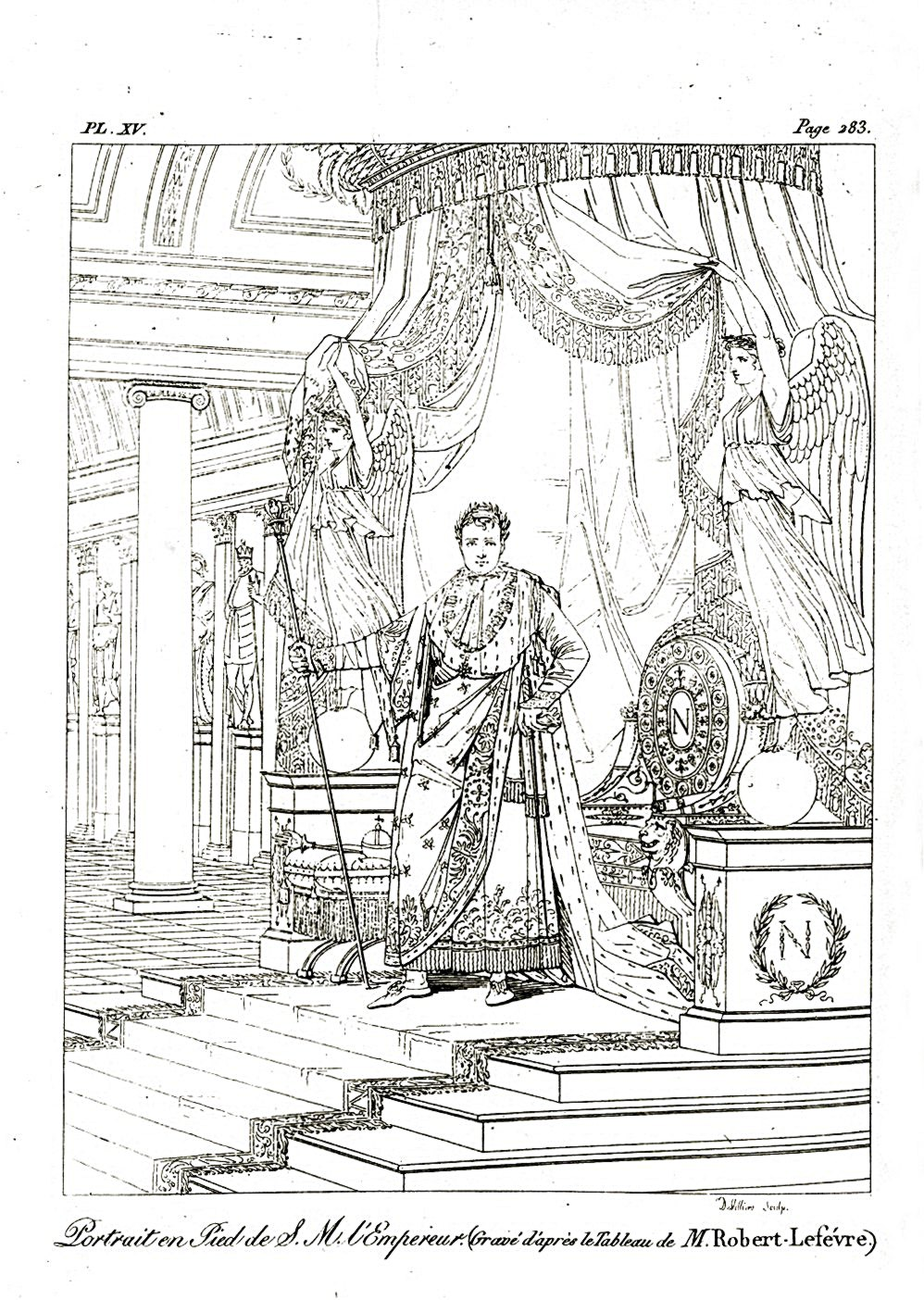
Гравюра Робера Лефевра «Портрет Наполеона в коронационном костюме» из трактата «Французский павлин»

На картине изображён император Наполеон I в костюме, который он надел для коронации, сидящий на троне с круглой спинкой и подлокотниками, украшенными шарами из слоновой кости. В правой руке он держит скипетр Карла Великого, а в левой — руку правосудия. На его голове золотой лавровый венок, похожий на тот, который носил Цезарь. На нём также накидка из горностая под большой цепью Ордена Почётного легиона, атласная туника с золотой вышивкой и пурпурный бархатный плащ с подкладкой из горностая, украшенный золотыми пчелами. Коронационный меч находится в ножнах и повязан шёлковым шарфом. На Наполеоне белые туфли, расшитые золотом и опирающиеся на подушку. На ковре под троном изображен императорский орел. Внизу слева находится надпись INGRES P xit, а внизу справа — ANNO 1806.

## История создания
Картина была выставлена как произведение № 272 в Парижском салоне 1806 года под названием «Его Императорское Величество на троне» (фр. Sa Majesté l'Empereur sur son trône); она была зарегистрирована как принадлежащая законодательному корпусу. В том же салоне Робер Лефевр выставил свою работу «Наполеон в коронационном костюме». В 1815 году картина Энгра была передана в Лувр, где она сначала получила инвентарный номер MR 2069, а сейчас имеет номер INV. 5420. В 1832 году граф де Форбен выставил её в Доме инвалидов, сначала в часовне, а с 1860 года в библиотеке. Сейчас она экспонируется в Музее армии.
В правом верхнем углу картины (что гораздо более заметно на подготовительном рисунке), обрезанный по середине, виден щит с гербами государств папской области: Эсте, Ломбардии, Венеции и Савойи, которые увенчаны итальянской короной. Исходя из этого, Себастьян Аллар выдвинул гипотезу о том, что итальянское правительство заказало картину, изображающую Наполеона как короля Италии, а не как императора, но из-за её новаторского стиля заказчики отказались от неё, и именно поэтому она была приобретена законодательным корпусом.

## Источники и влияние

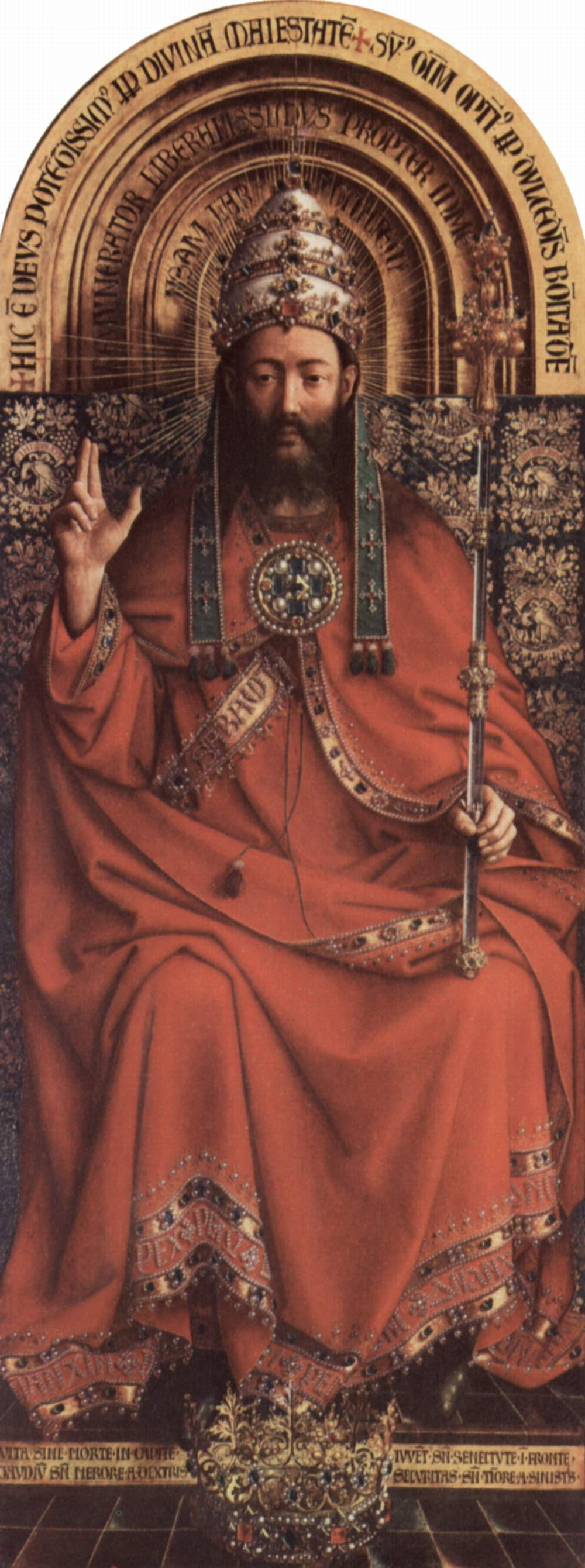
Губерт и Ян ван Эйк, Бог-Отец — панель из Гентского алтаря